# Processi di Flossenbürg
I processi di Flossenburg (Stati Uniti d'America contro Friedrich Becker et al. - Caso etichettato 000-50-46) sono stati una serie di processi per crimini di guerra celebrati nella zona di occupazione americana nel tribunale militare di Dachau dagli Stati Uniti. Il processo principale ebbe luogo dal 12 giugno 1946 al 22 gennaio 1947 nel campo di internamento di Dachau, dove si trovava il campo di concentramento di Dachau fino alla fine di aprile 1945. In questo processo, 52 persone sono state accusate di crimini di guerra in relazione al campo di concentramento di Flossenbürg e ai suoi sottocampi. Il processo si è concluso con 40 condanne. Il processo principale di Flossenbürg è stato seguito da 18 processi secondari con 42 imputati, che si sono svolti anche nell'ambito dei processi di Dachau.

## Basi legali e accusa
La base giuridica della procedura era costituita dalle "Regole dei tribunali del governo militare" basate sugli editti del governo militare.
Il contenuto dell'atto d'accusa era la "violazione degli usi e delle leggi di guerra" commessa contro civili e prigionieri di guerra non tedeschi nel periodo dal 1º gennaio 1942 all'8 maggio 1945 a Flossenbürg e nei relativi campi satellite. I crimini commessi dai tedeschi contro le vittime tedesche sono rimasti impuniti per molto tempo e di solito sono stati processati solo in seguito nei tribunali tedeschi. Gli imputati sono stati anche accusati di aver partecipato illegalmente e deliberatamente al maltrattamento e all'uccisione di civili e prigionieri di guerra non tedeschi come parte di un disegno comune.
Il processo si aprì nel Tribunale Militare il 12 giugno 1946. L'accusa guidata dal procuratore capo William D. Denson era composta da diversi ufficiali americani e si basava sui risultati delle indagini degli investigatori americani che avevano documentato i crimini in relazione al campo di concentramento di Flossenbürg come parte del programma per i crimini di guerra. Agli imputati è stata fornita assistenza legale. Poiché la lingua del tribunale era l'inglese, gli interpreti dovevano tradurre in inglese e tedesco tra il tribunale e gli imputati. Dopo aver letto l'atto d'accusa, gli imputati si dichiararono tutti “non colpevoli”.

### Il processo
Le accuse contro un imputato sono state ritirate. Con altri sei imputati il 17 dicembre 1946 si rinunciava alla prosecuzione del procedimento penale (tra questi l'omonimo del processo Friedrich Becker); quattro di loro, tra cui il medico del campo Heinrich Schmitz, dovettero rispondere nei processi secondari. La maggior parte dei restanti 45 imputati, di cui in maggioranza tedeschi, furono accusati di trascurare, maltrattare e uccidere i prigionieri, specialmente durante le marce della morte. La maggior parte degli accusati erano membri delle SS e delle Waffen-SS. In più erano accusati anche 15 funzionari carcerari ex detenuti. Questi Kapo, per lo più "criminali", svolgevano importanti funzioni all'interno del campo di Flossenbürg, che in altri campi di concentramento erano svolte dai cosiddetti funzionari carcerari "politici".
Il 22 gennaio 1947 furono pronunciate le sentenze dal presidente del tribunale militare. Oltre alle 15 condanne a morte, sono stati comminate 11 condanne all'ergastolo e 14 pene detentive temporanee, 5 imputati sono stati assolti. A seguito delle procedure di revisione, 3 condanne a morte sono state ridotte all'ergastolo mentre le altre condanne sono state confermate. I detenuti sono stati trasferiti nella prigione per crimini di guerra di Landsberg. Le condanne a morte furono eseguite il 3 e il 15 ottobre 1947 sulla spiaggia di Landsberg.

### Le 45 sentenze in dettaglio
| Imputato                        | Grado                                     | Funzione                                                                   | Sentenza                                      |
| ------------------------------- | ----------------------------------------- | -------------------------------------------------------------------------- | --------------------------------------------- |
| Konrad Blomberg                 | SS-Obersturmführer e Kriminalobersekretär | Capo del dipartimento politico                                             | Condanna a morte, eseguita il 3 ottobre 1947  |
| Christian Mohr                  | SS-Unterscharführer                       | Kommandoführer                                                             | Condanna a morte, eseguita il 3 ottobre 1947  |
| Ludwig Schwarz                  | SS-Hauptsturmführer                       | Capo del campo di Hersbruck                                                | Condanna a morte, eseguita il 3 ottobre 1947  |
| Bruno Skierka                   | SS-Untersturmführer                       | Capo di una compagnia di guardie                                           | Condanna a morte, eseguita il 3 ottobre 1947  |
| Albert Roller                   | SS-Sturmscharführer                       | Capo del sottocampo di Lengenfeld                                          | Condanna a morte, eseguita il 3 ottobre 1947  |
| Erhard Lupo                     | Grado sconosciuto                         | Capo del blocco e capo del commando, capo della prigione del campo         | Condanna a morte, eseguita il 3 ottobre 1947  |
| Josef Wurst                     | SS-Rottenführer                           | Guardia dei sottocampi                                                     | Condanna a morte, eseguita il 3 ottobre 1947  |
| Cornelius Schwanner             | SS-Hauptscharführer                       | Kommandoführer dei sottocampi Johanngeorgenstadt e Obertraubling           | Condanna a morte, eseguita il 3 ottobre 1947  |
| Josef Hauser                    | Funktionshäftling                         | Kapo                                                                       | Condanna a morte, eseguita il 3 ottobre 1947  |
| Christian Eisbusch              | Funktionshäftling                         | Kapo                                                                       | Condanna a morte, eseguita il 3 ottobre 1947  |
| Willi Olschewski                | Funktionshäftling                         | Kapo                                                                       | Condanna a morte, eseguita il 3 ottobre 1947  |
| August Ginschel                 | Funktionshäftling                         | Blockältester                                                              | Condanna a morte, eseguita il 15 ottobre 1947 |
| Wilhelm Brusch                  | SS-Oberscharführer                        | Capo del sottocampo di Wolkenburg                                          | Condanna a morte ridotta all'ergastolo        |
| Karl Keiling                    | SS-Sturmscharführer                       | Guardia                                                                    | Condanna a morte ridotta all'ergastolo        |
| Alois Schubert                  | SS-Obersturmführer                        | Direttore della Messerschmitt AG                                           | Condanna a morte ridotta all'ergastolo        |
| Ludwig Buddensieg               | SS-Hauptsturmführer                       | Comandante del Battaglione della Guardia                                   | Ergastolo                                     |
| Johann Geisberger               | SS-Hauptscharführer                       | Responsabile del blocco                                                    | Ergastolo                                     |
| Michael Gelhard                 | SS-Rottenführer                           | Block, Kommando e Hundeführer                                              | Ergastolo                                     |
| Erich Mußfeldt                  | SS-Oberscharführer                        | Rapportführer                                                              | Ergastolo                                     |
| Hermann Pachen                  | SS-Obersturmführer                        | Comandante di una marcia di evacuazione                                    | Ergastolo                                     |
| Otto Pawliczek                  | SS-Oberscharführer                        | Block e Kommandoführer                                                     | Ergastolo                                     |
| Erich Penz                      | SS-Sturmmann                              | Guardia, addestratori di cani                                              | Ergastolo                                     |
| Josef Pinter                    | SS-Rottenführer                           | Guardia, addestratori di cani                                              | Ergastolo                                     |
| Alois Jakubith                  | Funktionshäftling                         | Kapo                                                                       | Ergastolo                                     |
| Karl Mathoi                     | Funktionshäftling                         | Anziano del campo e Kapo                                                   | Ergastolo                                     |
| Georg Weilbach                  | Funktionshäftling                         | Secondo responsabile del deposito e Kapo                                   | Ergastolo                                     |
| Raymond Maurer                  | Funktionshäftling                         | Kapo                                                                       | 30 anni di reclusione                         |
| Gerhard Haubold                 | SS-Oberscharführer                        | Guardia di sicurezza nel deposito                                          | 20 anni di reclusione                         |
| Eduard Losch                    | SS-Rang unbekannt                         | Kommandoführer                                                             | 20 anni di reclusione                         |
| Walter Reupsch                  | SS-Unterscharführer                       | Lagerapotheker                                                             | 20 anni di reclusione                         |
| Kurt Erich Schreiber            | SS-Hauptscharführer                       | Comandante, istruttore delle reclute                                       | 20 anni di reclusione                         |
| Hermann Sommerfeld              | SS-Obersturmführer                        | Comandante di una marcia di evacuazione                                    | 15 anni di reclusione                         |
| August Fahrnbauer               | SS-Oberscharführer                        | Direttore dei lavori e vicedirettore del magazzino ausiliario di Plattling | 15 anni di reclusione                         |
| Peter Bongartz                  | Funktionshäftling                         | Oberkapo nel magazzino secondario di Hersbruck                             | 15 anni di reclusione                         |
| Walter Paul Adolf Neye          | Funktionshäftling                         | Blockältester                                                              | 15 anni di reclusione                         |
| Hans Johann Lipinski            | Funktionshäftling                         | Kapo                                                                       | 10 anni di reclusione                         |
| Gustav Matzke                   | Funktionshäftling                         | Kapo nella Messerschmitt AG                                                | 10 anni di reclusione                         |
| Karl Gräber                     | SS-Oberscharführer                        | Wachmannschaft                                                             | 10 anni di reclusione                         |
| Franz Berger                    | SS-Sturmbannführer                        | Comandante del battaglione di guardia                                      | 3 anni e 6 mesi di reclusione                 |
| Joseph Becker                   | SS-Rang unbekannt                         | Guardia del magazzino di Wolkenburg                                        | 1 anni di reclusione                          |
| Karl Buttner                    | Flossenbürg-Häftling                      | Blockältester                                                              | Assolto                                       |
| Karl Friedrich Alois Gieselmann | Flossenbürg-Häftling                      | Ignoto                                                                     | Assolto                                       |
| Georg Hoinisch                  | Flossenbürg-Häftling                      | Ignoto                                                                     | Assolto                                       |
| Theodor Retzlaff                | Flossenbürg-Häftling                      | Ignoto                                                                     | Assolto                                       |
| Peter Herz                      | Ignoto                                    | Ignoto                                                                     | Assolto                                       |

## Processi secondari
Altri 18 processi secondari si sono basati sul processo principale di Flossenbürg in cui 42 sospettati, tra cui almeno undici funzionari prigionieri, hanno dovuto rispondere di crimini di guerra nel campo di concentramento di Flossenbürg e nei suoi sottocampi. Questi processi secondari, in cui furono processati fino a sette sospetti, si svolsero anch'essi nel campo di internamento di Dachau dal giugno 1947 al dicembre 1947. Oltre a 24 pene detentive, di cui otto ergastoli e sette assoluzioni, sono state pronunciate undici condanne a morte, sei delle quali eseguite.